# Pilispina paula
Pilispina paula är en tvåvingeart som beskrevs av Ferreira Medeiros 1980. Pilispina paula ingår i släktet Pilispina och familjen husflugor. Inga underarter finns listade i Catalogue of Life.